# 알렉산드르 세로프

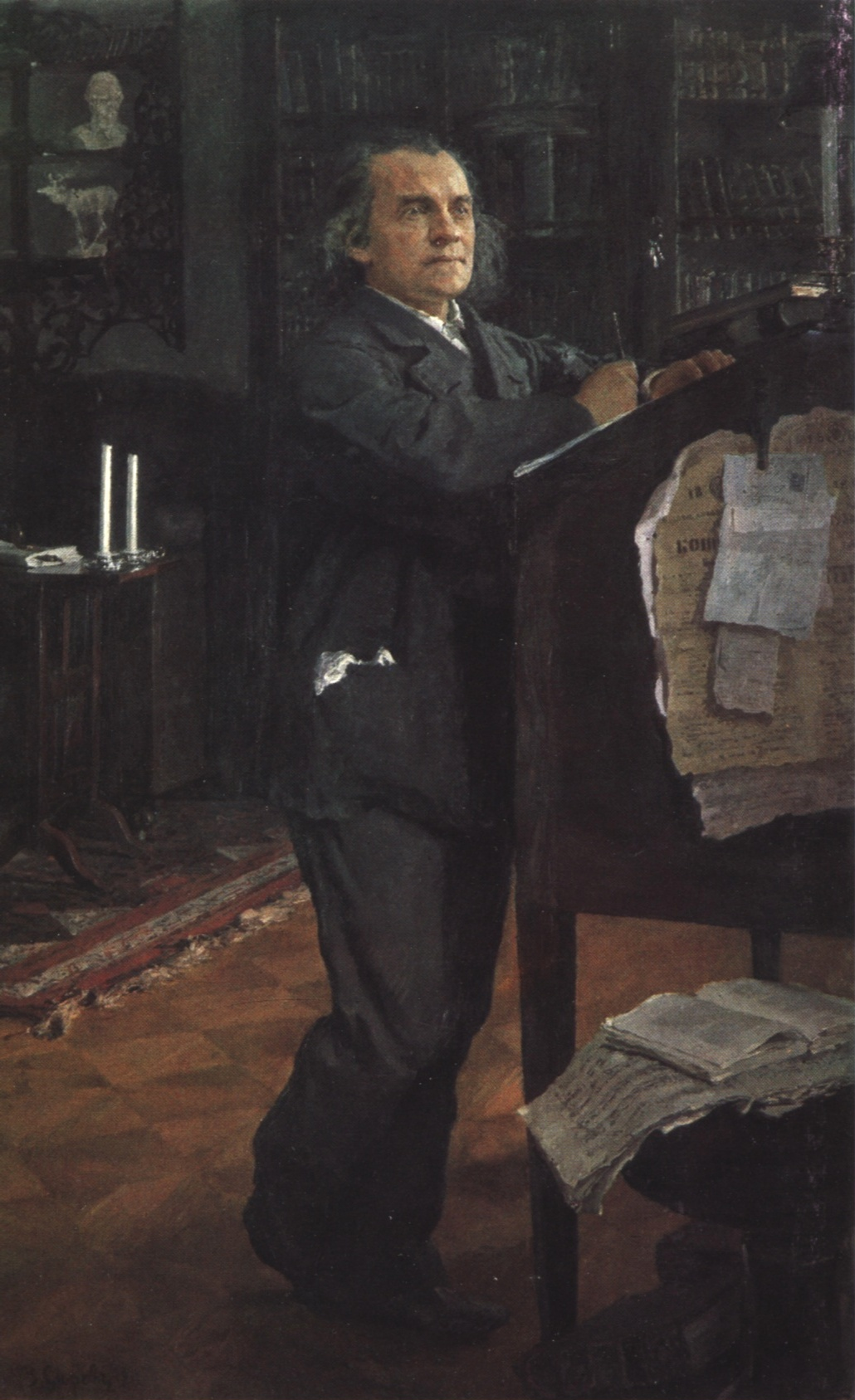
알렉산드르 세로프

알렉산드르 니콜라예비치 세로프(러시아어: Алекса́ндр Никола́евич Серо́в, 1820~1871)는 작곡과 함께 평론을 써서 러시아 국민음악의 원리를 이론화하였다. 1820년 상트페테르부르크에서 탄생하여 1871년 그 곳에서 사망하였다. 1863년까지 관직에 있었으나 1863년에 가극 <유디스>가 상연되고, 그것이 성공한 후 외유하여 바그너를 알게 되어 서신을 주고받았다. 1851년 이후 20년간 평론할동을 하였다. 작곡으로는 가극 <로그네다>(1865), <적의 힘>(1867-1868) 외에 가곡 등이 있다.